# 13082 Gutiérrez
(13082) Gutiérrez, denumire internațională (13082) Gutierrez, este un asteroid din centura principală de asteroizi.

## Descriere
13082 Gutiérrez este un asteroid din centura principală de asteroizi. A fost descoperit pe 6 martie 1992 la Observatorul La Silla în cadrul programului UESAC. Asteroidul prezintă o orbită caracterizată de o semiaxă mare de 2,70 ua, o excentricitate de 0,16 și o înclinație de 14,2° în raport cu ecliptica.